# フォタ島 (アイルランド)
フォタ島（フォタとう Oileán Fhóta, 法定スペル：Foaty; 英: Fota Island）はアイルランドのコーク湾にある島で、主島のグレート島のすぐ北に位置する。フォタ島にはアイルランドで唯一の野生生物園のほか、「フォタ島ゴルフクラブ・アンド・リゾート」が所有する歴史的なフォタ邸と庭園、ゴルフコースがある。島と同じ「Foaty」という名称の町2つが占め、市民教区の所属は片方はクロンメル（グレート島西半分）、もうひとつはキャリグトゥーヒル（[ˌkærɪɡˈtuːhɪl]、本土）である。

## 地名
地名のつづり「Foaty」は19世紀にアイルランドの陸地測量局が確定したものの、現在は「Fota」のほうが普及している。名前の由来は不明 で、一説には北方帝国由来とするなら第2の語素「oy」は古ノルド起源で意味は「島」となる。Donnchadh Ó Corráinの説では「fódr oy」つまりコーク市からリー川沿いに下った河口の「足もとの島」と解釈できる。中世の資料の一部には名前に「-r-」が含まれる。前出のÓCorráinはいずれのゲール語語源説にも懐疑的で「ソッド・ハウス」（fód thige）でも「暖かい芝土」（fodh teith）でも「腐敗/枯れた」（feóidhte）でもないと唱える。

## フォタ邸と庭園

### フォタ邸

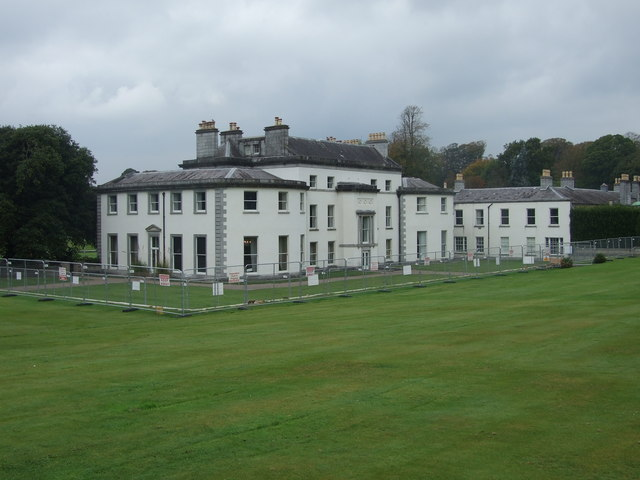
フォタ邸の外観。

フォタ邸（Fota House）はフィリップ・デ・バリーの子孫としてスミス＝バリー家（1627年からバリーモア伯爵家）がかつて住まいとしていた。デ・バリー家はノルマン人のアイルランド侵攻にしたがってウェールズから渡ってくると、1185年にフォタ島その他の地所を拝領する。最初に住んだバリーズコート城（Carrigtwohill）の後に転じたCastlelyonsでは広い所領地を得る。フォタ邸は本来、狩猟用の別邸であったものを1820年代に建築家の父子だったリチャード・モリソン卿（1767年–1849年）と息子ベトルヴィウス（1794年–1838年）をやとうと、部屋数70超の摂政様式の邸宅を建てさせ、現代に伝わる一家の主邸になった。
スミス＝バリー家の末代でフォタ邸に最後に住んだ人物はドロシー・エリザベス・ベル（1894年–1975年）といい、父はアーサー・スミス＝バリー (初代バリモア男爵)（1843年–1925年）である。1840年代に一家が始めた庭園や樹木園を受けついだベル夫人は生前、種苗の開発と記録を続け、1975年に亡くなると家屋敷はユニバーシティ・カレッジ・コークが買い取った。
邸宅は20世紀後半にしだいに荒廃が進むと – とうとう天井の崩壊に至り、その後しばらくの間、一般公開を中止した。2002年初頭の公開再開に先立ち EU、アイルランド政府、民間資金を調達し復元工事がほどこされた。2007年12月以来、フォタ邸は新設されたアイルランド遺産トラスト（英: Irish Heritage Trust）の所管に移った。

### フォタ庭園

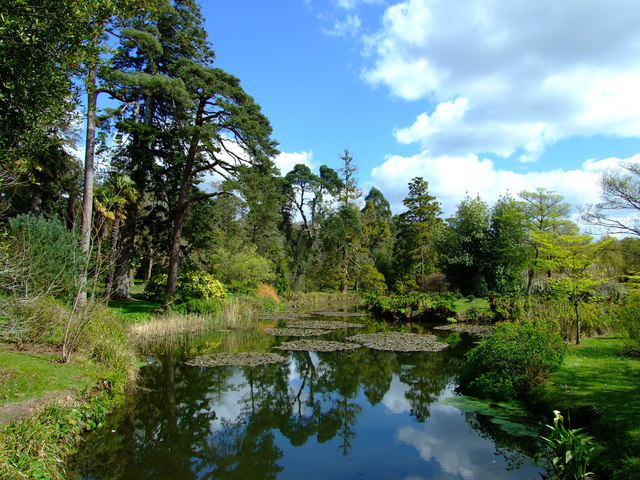
フォタ庭園と樹木園の景観。

フォタ庭園（Fota Gardens）は邸宅と同じ敷地にあり、高低差を活用した樹木園や壁で囲んだ庭、テラス型庭園がある。広大なバラ園、珍しいエキゾチックな低木や樹木が特徴である。
スミス＝バリー家が住んだ時代に樹木園と庭園の構造や配置が決まった。代々の当主は島という隔絶されたフォタの環境、暖かい気候と土壌の重要性を認識し — 「フォタ」の語源は一説にはアイルランド語で暖かい土壌を意味する「フォッテ」Fód teにあるという。庭園の気象条件は、特定の樹種や外来植物の栽培に適している。
フォタ庭園と樹木園の発展は世界規模の大がかりな植物収集の時代と重なり、植物ハンターがアジアや南アメリカ、アメリカ合衆国の太平洋岸北西部などから標本を持ち帰っている。これら珍しい植物種のうち、発見から数年以内にフォタ庭園に持ち込まれたものが複数ある。
1840年代の当主ジョン・スミス＝バリーは樹種によって十分な間隔を保つように植えさせ、大きく成長して美しい紅葉を楽しめるようにした。一家が集めた植物種の記録は19世紀と20世紀のほとんどにわたって伝わり、今日も目録の作成、種の保存や新種の開発が引き継がれている。
これらの植物コレクションの多くは、ダブリンのアイルランド国立植物園（所在地グラスネヴィン）およびスコットランドのエジンバラ王立植物園など、他の植物園と提携し維持している。
1996年から樹木園と庭園は国の所管に移り、現在、アイルランド公共事業局、アイルランド遺産トラストが連携して管理業務にあたる。

## ゴルフコース
フォタアイランド・リゾート780エーカー (3.2 km2) は不動産に森林や修景地を備え（元はフォタ邸の私有地）、そのゴルフコースにはチャンピオンシップ規格（パー71）のコースが3つあり「ディアパーク」（パー71）、「ベルベリー」（パー72）、「バリーズコート」（パー73）と呼ばれる。ゴルフは1886年にフォタ島で最初にプレーされた。以来、コースの開発を続けて最高の地位を認められるまでになった。
1993年、フォタアイランド・ゴルフクラブは、クリスティ・オコナー・ジュニア（アイリッシュライダー・カップ）とピーター・マクエボイ（2度の全英アマチュア・チャンピオン）を得てさらに発展した。ゴルフリゾートは数多くのトーナメントを誘致し、「アイリッシュクラブ・プロフェッショナル・チャンピオンシップ」、2011年PGAユーロプロ「アウディ＝コーク・アイリッシュ・マスターズ」、2001年と2002年のマーフィーズ・アイリッシュ・オープンなどを開催した。
2004年、キリーングループ（キルケニー）のマウントジュリエット・ゴルフ＆スパホテル所有者）がリゾートを買収した。同グループの設備投資でヨーロッパツアー規格に格上げされたのちに、2004年11月、クラブはフレミング・グループに売却された。新たな所有者の手でゴルフコースの複数ホールを改修し、周辺の木々を植え替えて手直しした。2006年、同グループは5つ星のフォタアイランド・ホテル＆スパとキッチン付きの宿泊施設を建てた。
2013年9月27日、フォタアイランド・リゾートは所有権の引き継ぎを発表、新しい経営陣はカンファミリー・ワールドワイドグループといい、もともと中国の河北省出身の代表が国家資産管理会社（NAMA）から500エーカー (2.0 km2)のリゾートを買収した。

## フォタ島野生生物園

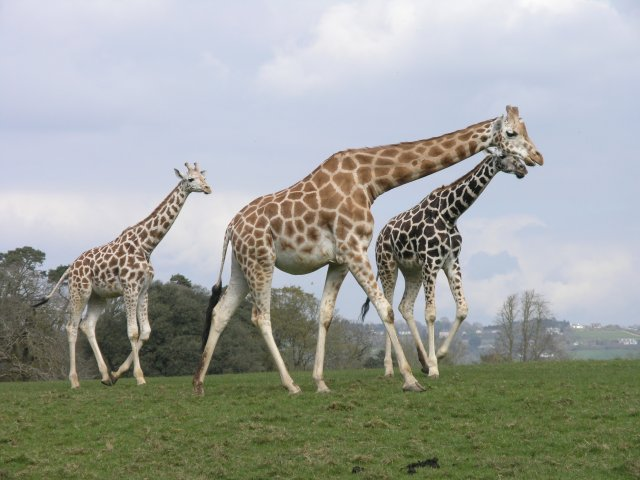
フォタ島野生生物園のキリン

1983年7月にパトリック・ヒラリー大統領の開園宣言を受けて開業したフォタ島野生生物園は世界の野生生物保護を趣旨とした動物園施設で、アイルランド動物学会とユニバーシティ・カレッジ・コークの3者の共同事業である。
この施設には珍しい野生生物70種超が屋外の環境でくらす。ダチョウ、キリン、カンガルー、シマウマ、レイヨウがふくまれ、202,000平方メートル (20.2 ha)超の敷地は豊かな草地に覆われ、島に生息する展示動物のほとんどは自由に歩き回る。チーターなど捕食動物は囲いのある施設に入れて展示する。ワオキツネザル、ワラビー他の動物は園内の来訪者の通路も自由に出入りする。
この園の動物の多くは野生状態で絶滅の危機に瀕しており、野生生物園はこれらの希少種種の繁殖プログラムに関わるだけでなく、世界中の他の動物園の繁殖をうけおう。たとえば当プログラムではダブリン動物園からレッサーパンダの「ボニー」を受け入れ、園所属のオス「ピート」と繁殖した。
2015年に公開した「アジアのサンクチュアリ」はトラその他の動物を囲いで飼育する。2017年時点の当園はアイルランド国内で有料の遊び場の人気第11位で、来訪者は合計45万5559人である。

## 行き方
島には1865年7月1日開設のフォタ鉄道駅がある。
自動車を利用する場合はN25のコーク＝ロスロアのすぐ南である。コーヴとキャリグトゥーヒルまで地方道（R624・始点Tullagreen）に乗るとN25南キャリグトゥーヒルとコーブ・インターチェンジ経由でコーヴの町の中心部に着く。